# سازنده رابط کاربری گرافیکی

سازنده رابط کاربری گرافیکی NetBeans

سازنده رابط کاربری گرافیکی (یا سازنده GUI)، گاهی RAD IDE نیز شناخته می‌شود، یک ابزار توسعه نرم‌افزاری است که ایجاد رابط کاربری گرافیکی را ساده می‌کند و به طراح اجازه می‌دهد تا عناصر کنترل گرافیکی (معمولا ویجت نامیده می‌شود) را با استفاده از درگ اند دراپ در ویرایشگر ویزی‌ویگ مرتب کند. بدون سازنده رابط کاربری گرافیکی، طراح باید پارامترهای هر ویجت را به صورت دستی در کد منبع تعیین کند و تا زمان اجرای برنامه، نمی‌تواند نتیجه را به صورت بصری مشاهده کند. این ابزارها معمولاً به عنوان ابزار توسعه سریع نرم‌افزار (RAD IDE) شناخته می‌شوند، زیرا باعث افزایش سرعت و کارایی طراحی رابط کاربری می‌شوند.
رابط‌های کاربری معمولاً رویداد محور برنامه‌نویسی می‌شوند؛ یعنی وقتی کاربر یک عملی را انجام می‌دهد (مثلاً روی یک دکمه کلیک می‌کند) یک رویداد ایجاد می‌شود که برنامه باید به آن پاسخ دهد. سازنده‌های رابط کاربری گرافیکی کمک می‌کنند که کد مربوط به رویدادها را به راحتی بنویسیم. این کد باعث می‌شود که عناصر کنترل نرم‌افزار، مثل دکمه‌ها و منوها، با رویدادهای خروجی و ورودی مرتبط شوند و سپس رویدادهای خروجی از برنامه به رابط کاربری فرستاده می‌شوند، مثلاً نمایش یک پیام را به کلیک کردن روی دکمه مرتبط می‌کند.
برخی از سازندگان رابط کاربری گرافیکی به‌طور خودکار تمام کد منبع یک رویداد را تولید می‌کنند. اما برخی دیگر مانند Interface Builder یا Glade Interface Designer، نمونه‌های شی سریال‌سازی شده را تولید می‌کنند که سپس توسط برنامه بارگیری می‌شوند. در این موارد رویدادها و عناصر گرافیکی در فایل‌هایی ذخیره شده و امکان تغییر رابط کاربری تنها با تغییر فایل ایجاد می‌کنند. 

## لیست سازندگان رابط کاربری گرافیکی

### مبتنی برزبان C
- طراح رابط GTK / Glade
- موتیف
- XForms (کیت ابزار) fdesign

### مبتنی برسی شارپ
- UWP / Windows Presentation Foundation / WinForms
  - ویرایشگر XAML مایکروسافت ویژوال استودیو، طرح رابط کاربری گرافیکی مبتنی بر XAML
  - Expression Blend مایکروسافت
  - SharpDevelop
- زامارین
  - استودیو Xamarin

### مبتنی برC++
- UWP / Windows Presentation Foundation / WinForms
  - ویرایشگر XAML مایکروسافت ویژوال استودیو، طرح رابط کاربری گرافیکی مبتنی بر XAML
  - مایکروسافت ترکیب
- Qt (مجموعه ابزار)
  - خالق Qt
- FLTK
  - FLUID
- JUCE
  - Projucer
- U++
  - IDE
- wxWidgets
  - wxGlade
  - wxFormBuilder
  - wxCrafter (افزونه برای CodeLite)

### مبتنی برآبجکتیو-سی/سوئیفت
- کوکو (مدرن) و Carbon (منسوخ شده).
  - Xcode
- GNUstep (OpenStep سابق)
  - گنو استپ

### مبتنی برجاوا
- Android Studio، طرح‌بندی رابط کاربری گرافیکی مبتنی بر XML
- ابزار طراحی رابط کاربری گرافیکی NetBeans
- صحنه ساز[۱]

### مبتنی برHTML/JavaScript
- DreamWeaver از Adobe (سازندگان رابط کاربری برنامه‌های وب) - از سال ۲۰۲۲ منسوخ شده‌است
- آپاچی کوردووا / PhoneGap

### مبتنی برآبجکت پاسکال
- دلفی / VCL (کتابخانه اجزای بصری)
- Lazarus / LCL (کتابخانه اجزای لازاروس)

### بر اساس فریمورک فلاتر
- فلاتر (نرم‌افزار)
  - فلاتر فلو،[۲]
  - FlutterStudio ,[۳]
  - برنامه ساز Nowa ,[۴]

### مبتنی بر فریمورک Tk
- Tk (فریمورک)
  - ActiveState Komodo (دیگر </link> یک سازنده رابط کاربری گرافیکی دارد)

### مبتنی برویژوال بیسیک
- UWP / Windows Presentation Foundation / WinForms
  - ویرایشگر XAML مایکروسافت ویژوال استودیو، طرح رابط کاربری گرافیکی مبتنی بر XAML
  - Expression Blend مایکروسافت

### ابزارهای دیگر
- Adobe Animate
- App Inventor برای اندروید
- AutoIt
- Axure RP
- Crank AMETEK Storyboard
- Creately
- Embedded Wizard
- GEM
- Interface Builder
- LucidChart
- OpenWindows
- Resource construction set
- Stetic
- Scaleform
- Wavemaker

## لیست محیط‌های توسعه

### IDE با سازنده رابط کاربری گرافیکی (RADIDE)
- ۴ بعدی
- اندروید استودیو
- آنجوتا
- AutoIt3
- B4X
- C++Builder
- Crank AMETEK Storyboard
- کلاریون
- کد::بلاکس
- CodeLite
- dBase
- Delphi/RAD Studio
- dBase
- کسوف
- گامباس
- ایده IntelliJ
- آگاه کردن
- JDeveloper
- KDevelop
- LabWindows/CVI
- LANSA
- لازاروس
- لیبرتی بیسیک
- مایکروسافت ویژوال استودیو
- MonoDevelop
- MSEide+MSEgui
- MyEclipse
- NetBeans
- OutSystem
- PascalABC.NET
- Projucer
- Purebasic
- Qt Creator
- SharpDevelop
- Softwell Maker
- U++
- VisualFBEditor[۵]
- VB6
- WinFBE
- Xcode
- Xojo